# 뱀파이어 남자 기숙사
뱀파이어 남자 기숙사(일본어: ヴァンパイア男子寮)는 토야마 에마가 쓰고 그린 일본 만화 시리즈이다. 2018년 11월부터 고단샤의 소녀 만화 잡지 나카요시에서 연재를 시작했다. 스튜디오 블랑이 제작한 TV 애니메이션 시리즈가 2024년 4월부터 6월까지 방송되었다.

## 미디어

### 만화
토야마 에마가 집필하고 그린 뱀파이어 남자 기숙사는 2018년 11월 2일 코단샤의 순정 만화 잡지 나카요시에서 연재를 시작했다. 이 시리즈는 2022년 7월 1일에 첫 번째 부분을 종료하고 그해 12월 1일에 두 번째 부분을 시작했다. 해당 장은 2023년 11월 기준 12권의 단행본으로 수집되었다.
2019년 샌디에고 코믹콘 패널에서 미국 고단샤는 만화에 디지털 전용 형식으로 라이센스를 부여했다고 발표했다. 2021년 3월 24일, 고단샤 USA는 인쇄본이 2021년 4분기에 출시될 것이라고 발표했다.

### 애니메이션
애니메이션 TV 시리즈 각색은 2023년 10월 30일에 발표되었다. 스튜디오 블랑에서 애니메이션을 제작하고 나가야마 노부요시가 감독하며 마치다 토우코가 각본을 쓰고 츠루타 나오미가 캐릭터 디자인을 담당했다. 2024년 4월부터 6월까지 방송되었다. 크런치롤이 이 시리즈에 라이선스를 부여했다.